# Gironville-sur-Essonne
 Gironville-sur-Essonne  es una población y comuna francesa, ubicada en la región de Isla de Francia, departamento de Essonne, en el distrito de Évry y cantón de Milly-la-Forêt.

## Demografía
| 236 | 236 | 230 | 510 | 574 | 641 |
| Para los censos de 1962 a 1999 la población legal corresponde a la población sin duplicidades (Fuente: INSEE [Consultar]) |     |     |     |     |     |